# Diospilus
Diospilus is een geslacht van insecten uit de orde vliesvleugeligen (Hymenoptera) en de familie schildwespen (Braconidae).

## Soorten
- D. abbreviator (Schiodte, 1839)
- D. abietis (Ratzeburg, 1844)
- D. acourti Cockerell, 1921
- D. affinis (Wesmael, 1835)
- D. allani Brues, 1937
- D. antipodum Turner, 1922
- D. belokobylskiji Beyarslan, 2008
- D. belorossicus Belokobylskij & Lobodenko, 1997
- D. capito (Nees, 1834)
- D. contractus Papp, 1993
- D. curticaudis Gahan, 1927
- D. curtus Chou & Hsu, 1998
- D. dilatatus Thomson, 1895
- D. dispar (Nees, 1811)
- D. eous Belokobylskij, 1998
- D. fasciatus Granger, 1949
- D. fomitis Mason, 1968
- D. fulvus Papp, 1995
- D. fusciventris Hellen, 1958
- D. helveticus Papp, 1998
- D. inflexus Reinhard, 1862
- D. intermedius (Foerster, 1878)
- D. kokujevi Tobias, 1986
- D. konoi Watanabe, 1938
- D. melanoscelus (Nees, 1834)
- D. melasidis Decaux, 1894
- D. molorchicola Fischer, 1966
- D. morosus Reinhard, 1862
- D. nantouensis Chou & Hsu, 1998
- D. niger Chou & Hsu, 1998
- D. nigricornis (Wesmael, 1835)
- D. nigripedalis Belokobylskij, 1990
- D. nobilis (Nees, 1834)
- D. oleraceus Haliday, 1833
- D. ovatus Marshall, 1889
- D. pacificus Belokobylskij, 1990
- D. pallidipennis Belokobylskij & Tobias, 1990
- D. parentalis Belokobylskij, 1997
- D. podobe Papp, 1995
- D. productus Marshall, 1894
- D. quickei Belokobylskij, 1997
- D. repertus Brues, 1910
- D. rimeroderi (Marshall, 1902)
- D. robustus Reinhard, 1862
- D. rubricollis Graham, 1986
- D. ruficeps Szepligeti, 1905
- D. rugosus Thomson, 1895
- D. sichotaealinicus Belokobylskij, 1993
- D. soporatus (Brues, 1910)
- D. spartiellae (Rondani, 1877)
- D. stramineipes (Cameron, 1898)
- D. subpetiolatus Granger, 1949
- D. subulatus Belokobylskij, 1998
- D. taiwanensis Chou & Hsu, 1998
- D. tereshkini Lobodenko, 1999
- D. tricolor (Szepligeti, 1914)
- D. trimeroderi (Marshall, 1902)
- D. tuberculatus Abdinbekova, 1969
- D. ussuriensis Belokobylskij, 1990
- D. ventralis Belokobylskij, 1997
- D. washingtonensis Rohwer, 1917